# Катафрения
Катафрения (англ. catathrenia) — парасомническое расстройство, происходящее, как правило, во время фазы быстрого сна, характеризующееся кратковременной задержкой дыхания и последующими стонами во время выдоха. Клинические проявления расстройства могут возникать каждую ночь.

## Классификация и клиника
Катафрения отличается как от сноговорения, так и от апноэ во сне и храпа. В отличие от храпа, стоны происходят во время выдоха, а не вдоха. Во время эпизода стонов дыхание во сне может замедляться и всегда заканчивается вздохом или «мычанием». Стоны длительностью от нескольких мгновений до 40 секунд и более обычно повторяются несколько раз на протяжении ночи в виде серий, продолжительностью от 2 минут до 1 часа. Выражение лица обычно спокойное, без признаков страданий или дискомфорта. Обычно стонущий человек не замечает издаваемых звуков и не предъявляет жалоб на нарушения сна, хотя возможны утренние жалобы на боль в горле, усталость и головокружение. В то же время, качество сна человека, спящего в том же помещении или доме, может существенно нарушаться.